# Глинська сільська рада (Калинівський район)
| Глинська сільська рада — орган місцевого самоврядування у Калинівському районі Вінницької області з адміністративним центром у с. Глинськ. Сільській раді підпорядковані населені пункти: - с. Глинськ - с. Панасівка |

## Склад ради
Рада складається з 16 депутатів та голови.

## Керівний склад сільської ради
| ПІБ                         | Основні відомості                                                 | Дата обрання | Дата звільнення |
| --------------------------- | ----------------------------------------------------------------- | ------------ | --------------- |
| Підреза Антоніна Леонідівна | Сільський голова, 1960 року народження, освіта                    | 26.03.2006   | 31.10.2010      |
| Підреза Антоніна Леонідівна | Сільський голова, 1960 року народження, освіта вища, позапартійна | 31.10.2010   |                 |

Примітка: таблиця складена за даними джерела